# Walkendorff
Walkendorff eller Walckendorff är en adelsätt, som antas härstamma från byn Walkendorff i Tessin, Mecklenburg i Tyskland. Den återfinns i Danmark vid slutet av 1300-talet, där Peder Walkendorff omnämns 1386. Ätten dog ut i Danmark 1747 med major Børge Walkendorff. En svensk gren naturaliserades den 7 juni 1664 och introducerades samma år på det svenska Riddarhuset under nr 25.  
Släkten Walkendorff anses vara av tysk uradel, men räknas också som dansk uradel, där den benämndes som riksrådsadel. Arthur G. Hassø skriver i boken om Kristoffer Valkendorf, fritt översatt från danskan: " Denna adelsätt, där adelskap härrör från en så avlägsen forntid, att det icke är möjligt att bestämt datera någon exakt tidpunkt".

## Släktens ursprung
I Terkel Klevenfeldts samlingar från början av 1700-talet, som förvaras i Rigsarkivet Köpenhamn, står det att: ”Den förste som bosatte sig i Danmark kom med kung Christopher av Bayern och hette Peder Walckendorff. Hans fader hette Henning Walckendorff och hans moder fru Wendell Barsnig. Hans farmoder var Fru Cathrine von Landshüt, hans mormor hette Fru Anna Bartensleben. Välborne Hr. Peder Walckendorff hustru hette Fru Mette Mandorff. De hade tillsammans en son och tre döttrar.”
Ätten skrev sig som Wokendorph år 1374. I en skrift från 1731 och utgiven i Köpenhamn samma år,  Dännemarckische Norwegische Staats- und Reichs-Historie, på sidan 587, stavas namnet Falckendorp i uppräkningen av danska adelsätter. 
Personer som bär namnet Walkendorff återfinns även i nuvarande Finland från mitten av 1740-talet och deras ättlingar fortlever där. Den förste som nämns är ynglingen Carolus Walchendorf, som gifter sig i byn Liexa Pielisjärvi, nuvarande Finland den 5 juli 1746 med klockardottern Eva Wallia.. En son till paret som föds den 26 april 1751 döps till Christopher vilket är ett vanligt förekommande namn i ätten Walkendorff. Karl Valkendorf född 1826 återfinns 1853 till Pielisjärvi i Finland. Ättlingar till honom flyttade under 1960-talet till Sverige och bor i dag företrädesvis i Småland. De skriver sig Valkendorff, på senare tid har de även börjat stava namnet med W. 
Representanter för huvudmannagrenen av den adliga ätten Walkendorff tjänstgjorde under en period i Nyland, nuvarande Finland, men flyttade under 1760-talet till Uppland, Sverige.  År 1764 återfinns Christopher Walkendorff född 1726 i Nyland, son till Göran Christopher Walkendorff (1682-1739) i Härkeberga Uppland. Det är från honom, som den svenska äldre och yngre huvudmannagrenen utgår.

## Ätten Walkendorff / Valkendorf i Danmark
Den förste släktmedlem som bosatte sig i Danmark var Peder Walckendorff.  Namnet förekommer i olika sammanhang, oftast i samband med att de medföljer olika furstars, men även drottningars sällskap. Henning Wokendorph/Walkendorff nämns 1374 i samband med, att greve/graf Heinrich II (der Eiserne) von Holstein-Rendsburg (1317-1384) besöker Danmark. Peder Henningsen Walkendorff  var troligen i drottning Margaretas tjänst, ty han beseglar flera av hennes brev under åren 1378–1400. Han var riddare 1399 och levde ännu 1405, då han befann sig i konung Eriks och drottning Margaretas följe i Helsingborg.

## Medlemmar av ätten Walkendorff
- Henning I Walkendorff (Wokendorp) (-1374)
- Peder Henningsen Walkendorff död efter 1405. Gift 1:o med Carin Bosdotter Grubbe,Gift 2:o med Metta Manderup. I det första äktenskapet föddes sonen Henning och dottern Ellen Pedersdatter, gift med Gert Mogensen.
- Henning Pedersen Walkendorff till Højbygaard. (-1475). Gift med Inger Axelsdatter Gøye,
- Axel Henningsen Walkendorff till Glorup (- 1 maj 1483). Gift med 1:o Margrethe Pallesdatter Ulfeldt Gift 2:o med Anne Andersdatter Passow.